# Адон
Адон (фр. Adon) насеље је и општина у централној Француској у региону Центар (регион), у департману Лоаре која припада префектури Монтаржи.
По подацима из 2004. године у општини је живело 178 становника, а густина насељености је износила 7.4 становника/km². Општина се простире на површини од 24,65 km². Налази се на средњој надморској висини од 148 метара (максималној 176 m, а минималној 137 m).

## Демографија
| 1962. | 1968. | 1975. | 1982. | 1990. | 2011. |
| ----- | ----- | ----- | ----- | ----- | ----- |
| 286   | 285   | 247   | 211   | 189   | 181   |

График промене броја становника у току последњих година